# Robin Cook
Robert (Robin) Finlayson Cook (28. februar 1946 i Bellshill, North Lanarkshire, Skotland – 6. august 2005) var en britisk politiker fra Labour, der var Storbritanniens udenrigsminister fra 1997 til 2001.

## Biografi
Cook var søn af en skoleinspektør og ved valget i 1983 blev han parlamentsmedlem for valgkredsen Livingston, men allerede fra og med valget i 1974 havde han repræsenteret kredsen Edinburgh Central. Han kæmpede især for de socialt svage, og inden for partiet fungerede han i 1980'erne og 1990'erne som ekspert på områder som økonomi, sundhed og udenrigspolitik.
Robin Cook var bestyrelsesformand for Labour (formand for den årlige kongres) i 1996-1997.
I 1997 blev Cook ramt af en skandale på grund af forholdet til hans sekretær, som senere blev hans anden kone.
Robin Cook var udenrigsminister fra 1997 til 2001. Efter valget i 2001 blev han leder af labourpartiets parlamentsgruppe i underhuset (Leader of the House of Commons) og Lord President of the Council. Han trådte tilbage fra begge disse poster den 17. marts 2003 i protest mod Storbritanniens deltagelse i Irakkrigen, og sagde ved sin tilbagetrædelse: "En krig uden international opbakning og uden støtte i hjemlandet kan jeg ikke tilslutte mig."
Han døde den 6. august 2005 i Inverness, Skotland, efter at have miste bevidstheden på bjerget Ben Stack i den nordvestlige del af det skotske højland. Han var ved sin død en ledende britisk politiker indenfor arbejderpartiet.
Cook blev 59 år, han var gift for anden gang og havde to børn.